# Hans Rudolph von Scholten
Hans Rudolph von Scholten (født 7. juni 1816 i Aarhus, død 18. december 1895 i Hillerød) var jurist, politimester, byfoged og borgmester samt birkedommer.
Rudolph von Scholtens forældre var oberst, udskrivningschef Benedictus (Bendix) Dionysius Augustus von Scholten (1763-1832) og hustru Anna Magdalene Heide (1791-1855). Han blev gift med Theodora Godskesen 6. maj 1851.
Han blev student fra Sorø Akademi i 1836. Derefter læste han jura på Københavns Universitet og blev cand.jur. i 1844. Han blev derefter ansat som fuldmægtig ved Kronborg Birk. I 1849 blev han politiassistent ved Frederiksborg Birk. Samme år blev han ansat som kopist ved Københavns Politiret. Her blev han fuldmægtig i 1850. I 1852 blev han auditør ved hæren.
Rudolph von Scholten blev ansat som byfoged og politimester i Aarhus i 1853. Samtidig med arbejdet som politimester var han også politiker og rådmand. Han blev kammerjunker i 1854 og ridder af Dannebrog i 1862. Dannebrogsmand. Han besad embedet som politimester indtil 1866. I 1869 blev han udnævnt til byfoged og borgmester i Hillerød og birkedommer i Frederiksborg Birk. Ved sin død som 79-årig i 1895 boede han på Olinehøj i Helsingørsgade og efterlevedes af hustruen Theodora.